# Восточный Лаптюг
Восточный Лаптюг — река в России, протекает в Подосиновском районе Кировской области. Устье реки находится в 40 км по левому берегу реки Мала. Длина реки составляет 13 км.
Исток реки находится на возвышенности Северные Увалы в юго-западное части болота Лаптюгское в 4 км к югу от села Верхнемалье. От истока течёт на северо-запад, затем поворачивает на юго-запад. Русло сильно извилистое, всё течение проходит по ненаселённому лесному массиву. Приток — Северный Лаптюг (правый). Впадает в Малу в 7 км к северо-востоку от села Нижнее Раменье.

## Данные водного реестра
По данным государственного водного реестра России и геоинформационной системы водохозяйственного районирования территории РФ, подготовленной Федеральным агентством водных ресурсов:
- Бассейновый округ — Двинско-Печорский
- Речной бассейн — Северная Двина
- Речной подбассейн — Малая Северная Двина
- Водохозяйственный участок — Юг
- Код водного объекта — 03020100212103000011412